# Sopuerta
Sopuerta é um município da Espanha na província da Biscaia, comunidade autónoma do País Basco, com 42,8 km² de área. Em 2021 tinha 2 638 habitantes (densidade: 61,6 hab./km²).

## Demografia
| Variação demográfica do município entre 1991 e 2004 | Variação demográfica do município entre 1991 e 2004 | Variação demográfica do município entre 1991 e 2004 | Variação demográfica do município entre 1991 e 2004 |
| --------------------------------------------------- | --------------------------------------------------- | --------------------------------------------------- | --------------------------------------------------- |
| 1991                                                | 1996                                                | 2001                                                | 2004                                                |
| 2160                                                | 2268                                                | 2245                                                | 2272                                                |